# فهرست گیاهان آپارتمانی
گیاهان تزئینی آپارتمانی:
- آگلونما
- برگ انجیری
- برگ بیدی
- بگونیا
- بیلبرجیا
- پوتوس
- پاندانوس
- حسن یوسف
- دیفنباخیا
- دراسنا
- زامیفولیا
- سانسوریا
- سرخس
- سیکلامن
- شاه‌پسند درختی
- شفلریا
- فیتونیا
- فیکوس
- فیکوس بنجامین
- فیل‌گوش
- کادی
- کروتون
- کوردیلین
- مارانتا
- نخل مرداب
- بنفشه آفریقایی
- گندمی
- کالانکوئه
- سینگونیوم
- دراسینا کامپکتا
- دراسینا مارگیناتا
- فیلودندرون
- یوکا
- پپرومیا
- ناز یخی
- برگ بیدی
- زیپلین
- پاندانوس
- لیندا